# District d'Akku
Le district d'Akku (en kazakh : Аққулы ауданы, Aqqwlı awdanı, اققۋلى اۋدانى, anciennement le district de Lebyaji (en kazakh : Лебяжі ауданы) est un district de l'oblys de Pavlodar, situé au nord du Kazakhstan.

## Géographie
Le centre administratif du district est la ville de  Akkuli,, anciennement Akku (1996-2018), Lebyaji (jusqu'en 1996).

### Démographie
Le district a une population de 13 798 habitants en 2013 et de 12 444 habitants le 1er janvier 2018.